# Jan Kiepura

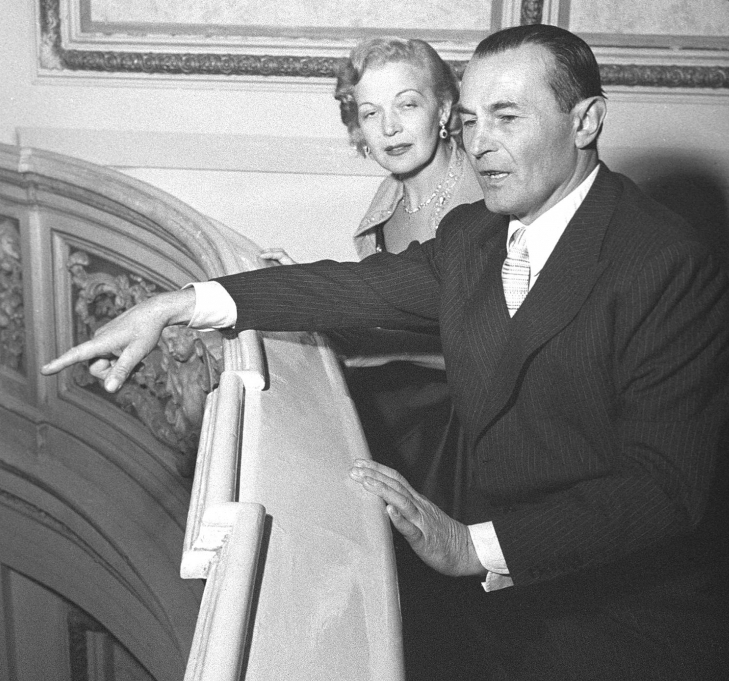
Marta Eggerth & Jan Kiepura (1954)

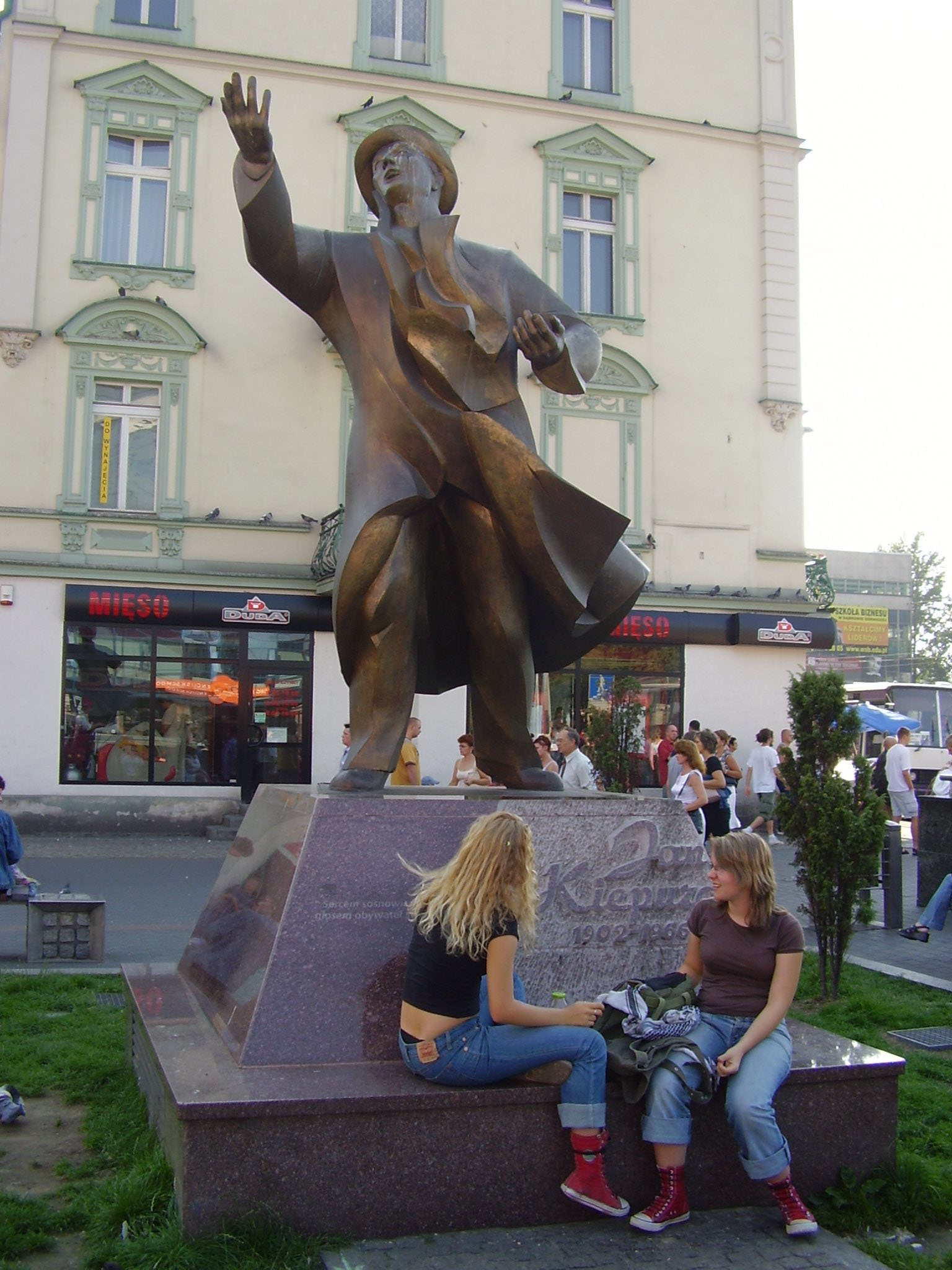
Monument voor Jan Kiepura in zijn geboorteplaats Sosnowiec

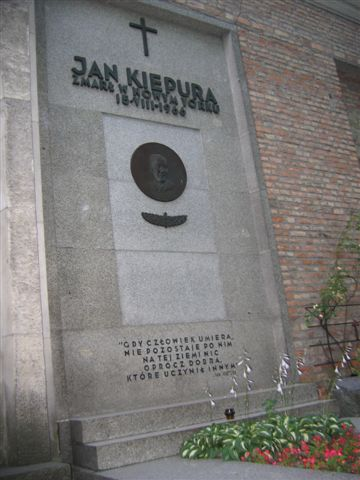
Grafsteen van Jan Kiepura,
Powązki begraafplaats (Warschau)

Jan Wiktor Kiepura (Sosnowitz, 16 mei 1902 – Harrison (New York), 15 augustus 1966) was een Pools opera- en operettezanger (tenor). Hij werd geboren uit een joodse moeder en een Poolse vader.

## Biografie
Om aan zijn vaders wens te voldoen ging Kiepura rechten studeren aan de universiteit van Warschau, maar tegelijkertijd kreeg hij muziekonderricht bij Wacław Brzeziński. Dit bezorgde hem een eerste engagement bij de opera van Warschau.
Jan Kiepura debuteerde in 1924 als operazanger in de opera van Lemberg (nu: Lviv) als Faust in de gelijknamige opera van Gounod. Het werd een enorm succes. Twee jaar later stond hij in de Weense Staatsopera en vierde daar grote triomfen. In de jaren dertig begon hij ook op te treden in muziekfilms. In 1936 trouwde hij in Katowice met de Hongaarse sopraan Marta Eggerth (geboren 17 april 1912). Tot aan zijn dood zongen zij dikwijls samen in operettes, bij concerten, op plaatopnamen en in films. Zo ook in zijn laatste film Das Land des Lächelns uit 1952.
Midden jaren dertig vormden zij een van de populairste paren in de Europese kunstwereld. In de Poolse wintersportplaats Krynica-Zdrój bezaten zij Hotel Patria, dat een ontmoetingsplaats voor de Europese jetset werd. Zo begonnen Prinses Juliana en Prins Bernhard in 1937 hun huwelijksreis in Hotel Patria.
Door de opkomst van het nationaalsocialisme en het begin van de Tweede Wereldoorlog werden Kiepura en Eggerth (die ook gedeeltelijk joods was) gedwongen Europa te ontvluchten. Zij emigreerden naar de Verenigde Staten.
Gedurende de Tweede Wereldoorlog ondersteunde Kiepura financieel de tegenstanders van Hitler. In 1953 werd hij tot Amerikaans staatburger genaturaliseerd. In 1958 trad hij voor het eerst op in het communistische Polen, waar hij als een nationale held bejubeld werd.
Jan Kiepura stierf op 15 augustus 1966 in de buurt van New York aan een hartstilstand.

## Filmografie
- 1926 – O czem się nie myśli – regie: Edward Puchalski
- 1930 – Neapel – Die singende Stadt – regie: Carmine Gallone
- 1931 – City of Song (Engelstalige versie van Neapel) – regie: Carmine Gallone
- 1932 – Tell me Tonight – regie: Anatole Litvak met Magda Schneider
- 1932 – Das Lied einer Nacht (Duitstalige versie van Tell me Tonight) – regie: Anatole Litvak
- 1933 – Tout pour l'amour – regie: Henri-Georges Clouzot
- 1933 – Ein Lied für dich – regie: Joe May met Paul Hörbiger
- 1934 – Mon cœur t'appelle – regie: Carmine Gallone (met Marta Eggerth)
- 1935 – My Song for you – regie: Maurice Elvey
- 1935 – Ich liebe alle Frauen – regie: Karel Lamač met Theo Lingen en Lien Deyers
- 1936 – Give us the night – regie: Alexander Hall
- 1936 – Opernring – regie: Carmine Gallone
- 1937 – Zauber der Bohème – regie: Géza von Bolváry
- 1939 – Das Abenteuer geht weiter – regie: Carmine Gallone met Johannes Heesters
- 1947 – Addio Mimi – regie: Carmine Gallone met Marta Eggerth (La Bohème-Adaption)
- 1948 – Valse brillante – regie: Jean Boyer met Marta Eggerth
- 1952 – Das Land des Lächelns – regie: Hans Deppe met Marta Eggerth en Paul Hörbiger

## Trivia
- De Poolse spoorwegmaatschappij PKP heeft de EuroNight (nachttrein) Warschau-Oberhausen Jan Kiepura genoemd.
- Jan Kiepura was een broer van de zanger Wladyslaw Ladis-Kiepura.